# Großer Preis von Mexiko 1969
Der Große Preis von Mexiko 1969 (offiziell Mexican Grand Prix) fand am 19. Oktober auf dem Autódromo Hermano Rodriguez in Mexiko-Stadt statt und war das elfte und letzte Rennen der Automobil-Weltmeisterschaft 1969.

## Berichte

### Hintergrund
Außer der Tatsache, dass Graham Hill verletzungsbedingt fehlte und außerdem John Miles wieder den Lotus 63 übernahm, den im Rennen zuvor Mario Andretti pilotiert hatte, traten dieselben Teams und Fahrer wie beim Großen Preis der USA zwei Wochen zuvor an. Sogar die Startnummern der Fahrzeuge blieben unverändert, was damals eine Seltenheit darstellte.
Jackie Stewart bestritt seinen 50. Grand Prix.

### Training
Im Training setzten die beiden Werks-Brabham die Maßstäbe, vor allem Teamgründer Jack Brabham, der sich die Pole-Position mit sieben Zehntelsekunden Vorsprung vor seinem Teamkollegen Jacky Ickx sicherte. Die zweite Startreihe teilte sich Weltmeister Stewart mit Denis Hulme vor einer reinen Lotus-Reihe, bestehend aus Joseph Siffert und Jochen Rindt.

### Rennen
Zum zweiten Mal in Folge versagte der Rennwagen von Bruce McLaren noch vor dem Start, sodass schließlich 16 Fahrzeuge ins Rennen gingen.
Stewart gelang der beste Start, der ihn vor Ickx und Brabham in Führung brachte. Dahinter konnte Hulme in der zweiten Runde Rindt überholen und so den vierten Platz einnehmen. Unterdessen erhöhte Ickx den Druck auf den führenden Stewart. In Runde sechs ging er vorbei, während Hulme Brabham von Rang drei verdrängte. Die beiden Führenden wurden in den folgenden Runden von Hulme überholt, sodass dieser von Runde zehn an an der Spitze lag und diese Position bis ins Ziel verteidigte. Stewart fiel unterdessen hinter Brabham auf Rang vier zurück.
B.R.M.-Stammfahrer Jackie Oliver sicherte sich im letzten Saisonrennen seinen ersten und einzigen WM-Punkt des Jahres.

## Meldeliste
| Team                          | Nr. | Fahrer               | Chassis            | Motor                    | Reifen |
| ----------------------------- | --- | -------------------- | ------------------ | ------------------------ | ------ |
| Gold Leaf Team Lotus          | 02  | Jochen Rindt         | Lotus 49B          | Ford Cosworth DFV 3.0 V8 | F      |
| Gold Leaf Team Lotus          | 09  | John Miles           | Lotus 63           | Ford Cosworth DFV 3.0 V8 | F      |
| Matra International (Tyrrell) | 03  | Jackie Stewart       | Matra MS80         | Ford Cosworth DFV 3.0 V8 | D      |
| Matra International (Tyrrell) | 04  | Jean-Pierre Beltoise | Matra MS80         | Ford Cosworth DFV 3.0 V8 | D      |
| Matra International (Tyrrell) | 16  | Johnny Servoz-Gavin  | Matra MS84         | Ford Cosworth DFV 3.0 V8 | D      |
| Bruce McLaren Motor Racing    | 05  | Denis Hulme          | McLaren M7A        | Ford Cosworth DFV 3.0 V8 | G      |
| Bruce McLaren Motor Racing    | 06  | Bruce McLaren        | McLaren M7C        | Ford Cosworth DFV 3.0 V8 | G      |
| Motor Racing Developments     | 07  | Jacky Ickx           | Brabham BT26A      | Ford Cosworth DFV 3.0 V8 | G      |
| Motor Racing Developments     | 08  | Jack Brabham         | Brabham BT26A      | Ford Cosworth DFV 3.0 V8 | G      |
| Rob Walker Racing Team        | 10  | Joseph Siffert       | Lotus 49B          | Ford Cosworth DFV 3.0 V8 | F      |
| North American Racing Team    | 12  | Pedro Rodríguez      | Ferrari 312 (1969) | Ferrari 255C 3.0 V12     | F      |
| Owen Racing Organisation      | 14  | John Surtees         | BRM P139           | BRM P142 3.0 V12         | D      |
| Owen Racing Organisation      | 15  | Jackie Oliver        | BRM P139           | BRM P142 3.0 V12         | D      |
| Owen Racing Organisation      | 22  | George Eaton         | BRM P138           | BRM P142 3.0 V12         | D      |
| Frank Williams Racing Cars    | 18  | Piers Courage        | Brabham BT26A      | Ford Cosworth DFV 3.0 V8 | D      |
| Silvio Moser Racing Team      | 19  | Silvio Moser         | Brabham BT24       | Ford Cosworth DFV 3.0 V8 | G      |
| Pete Lovely Volkswagen Inc.   | 21  | Pete Lovely          | Lotus 49B          | Ford Cosworth DFV 3.0 V8 | F      |

## Klassifikationen

### Startaufstellung
| Pos. | Fahrer               | Konstrukteur | Zeit    | Ø-Geschwindigkeit | Start |
| ---- | -------------------- | ------------ | ------- | ----------------- | ----- |
| 01   | Jack Brabham         | Brabham-Ford | 1:42,90 | 174,927 km/h      | 01    |
| 02   | Jacky Ickx           | Brabham-Ford | 1:43,60 | 173,745 km/h      | 02    |
| 03   | Jackie Stewart       | Matra-Ford   | 1:43,67 | 173,628 km/h      | 03    |
| 04   | Denis Hulme          | McLaren-Ford | 1:43,70 | 173,578 km/h      | 04    |
| 05   | Joseph Siffert       | Lotus-Ford   | 1:43,81 | 173,394 km/h      | 05    |
| 06   | Jochen Rindt         | Lotus-Ford   | 1:43,94 | 173,177 km/h      | 06    |
| 07   | Bruce McLaren        | McLaren-Ford | 1:44,75 | 171,838 km/h      | 07    |
| 08   | Jean-Pierre Beltoise | Matra-Ford   | 1:45,58 | 170,487 km/h      | 08    |
| 09   | Piers Courage        | Brabham-Ford | 1:47,23 | 167,863 km/h      | 09    |
| 10   | John Surtees         | B.R.M.       | 1:47,29 | 167,770 km/h      | 10    |
| 11   | John Miles           | Lotus-Ford   | 1:47,76 | 167,038 km/h      | 11    |
| 12   | Jackie Oliver        | B.R.M.       | 1:48,01 | 166,651 km/h      | 12    |
| 13   | Silvio Moser         | Brabham-Ford | 1:48,25 | 166,282 km/h      | 13    |
| 14   | Johnny Servoz-Gavin  | Matra-Ford   | 1:48,74 | 165,532 km/h      | 14    |
| 15   | Pedro Rodríguez      | Ferrari      | 1:49,46 | 164,444 km/h      | 15    |
| 16   | Pete Lovely          | Lotus-Ford   | 1:50,34 | 163,132 km/h      | 16    |
| 17   | George Eaton         | B.R.M.       | 1:52,30 | 160,285 km/h      | 17    |

### Rennen
| Pos. | Fahrer               | Konstrukteur | Runden | Stopps | Zeit       | Start | Schnellste Runde |
| ---- | -------------------- | ------------ | ------ | ------ | ---------- | ----- | ---------------- |
| 01   | Denis Hulme          | McLaren-Ford | 65     | 0      | 1:54:08,80 | 04    | 1:43,98          |
| 02   | Jacky Ickx           | Brabham-Ford | 65     | 0      | + 2,56     | 02    | 1:43,05 (64.)    |
| 03   | Jack Brabham         | Brabham-Ford | 65     | 0      | + 38,48    | 01    | 1:43,95          |
| 04   | Jackie Stewart       | Matra-Ford   | 65     | 0      | + 47,04    | 03    | 1:44,59          |
| 05   | Jean-Pierre Beltoise | Matra-Ford   | 65     | 0      | + 1:38,52  | 08    | 1:45,51          |
| 06   | Jackie Oliver        | B.R.M.       | 63     | 0      | + 2 Runden | 12    | 1:46,78          |
| 07   | Pedro Rodríguez      | Ferrari      | 63     | 0      | + 2 Runden | 15    | 1:47,77          |
| 08   | Johnny Servoz-Gavin  | Matra-Ford   | 63     | 0      | + 2 Runden | 14    | 1:48,26          |
| 09   | Pete Lovely          | Lotus-Ford   | 62     | 0      | + 3 Runden | 16    | 1:49,11          |
| 10   | Piers Courage        | Brabham-Ford | 61     | 0      | + 4 Runden | 09    | 1:49,00          |
| 11   | Silvio Moser         | Brabham-Ford | 60     | 0      | DNF        | 13    | 1:48,22          |
| –    | John Surtees         | B.R.M.       | 53     | 0      | DNF        | 10    | 1:48,97          |
| –    | Jochen Rindt         | Lotus-Ford   | 21     | 0      | DNF        | 06    | 1:45,72          |
| –    | George Eaton         | B.R.M.       | 6      | 0      | DNF        | 17    | 1:52,94          |
| –    | Joseph Siffert       | Lotus-Ford   | 4      | 0      | DNF        | 05    | 1:49,60          |
| –    | John Miles           | Lotus-Ford   | 3      | 1      | DNF        | 11    | 2:05,30          |
| DNS  | Bruce McLaren        | McLaren-Ford | –      | –      | –          | 07    | –                |

## WM-Stände nach dem Rennen
Die ersten sechs des Rennens bekamen 9, 6, 4, 3, 2, 1 Punkt(e). Die besten fünf Ergebnisse der ersten sechs und die besten vier der letzten fünf Rennen zählten zur Meisterschaft. In der Konstrukteurswertung zählten dabei nur die Punkte des bestplatzierten Fahrers eines Teams.

### Fahrerwertung
| Pos. | Fahrer               | Konstrukteur                   | Punkte |
| ---- | -------------------- | ------------------------------ | ------ |
| 01   | Jackie Stewart       | Matra-Ford                     | 63     |
| 02   | Jacky Ickx           | Brabham-Ford                   | 37     |
| 03   | Bruce McLaren        | McLaren-Ford                   | 26     |
| 04   | Jochen Rindt         | Lotus-Ford                     | 22     |
| 05   | Jean-Pierre Beltoise | Matra-Ford                     | 21     |
| 06   | Denis Hulme          | McLaren-Ford                   | 20     |
| 07   | Graham Hill          | Lotus-Ford                     | 19     |
| 08   | Piers Courage        | Brabham-Ford                   | 16     |
| 09   | Joseph Siffert       | Lotus-Ford                     | 15     |
| 10   | Jack Brabham         | Brabham-Ford                   | 14     |
| 11   | John Surtees         | B.R.M.                         | 6      |
| 12   | Chris Amon           | Ferrari                        | 4      |
| 13   | Richard Attwood      | Lotus-Ford                     | 3      |
| 14   | Vic Elford           | McLaren-Ford / Cooper-Maserati | 3      |
| 15   | Pedro Rodríguez      | Ferrari / B.R.M.               | 3      |
| 16   | Johnny Servoz-Gavin  | Matra-Ford                     | 1      |
| 17   | Silvio Moser         | Brabham-Ford                   | 1      |
| 18   | Jackie Oliver        | B.R.M.                         | 1      |

| Pos. | Fahrer               | Konstrukteur   | Punkte |
| ---- | -------------------- | -------------- | ------ |
| 19   | Pete Lovely          | Lotus-Ford     | 0      |
| 20   | Sam Tingle           | Brabham-Repco  | 0      |
| 21   | John Miles           | Lotus-Ford     | 0      |
| –    | Henri Pescarolo (F2) | Matra-Ford     | 0      |
| –    | Kurt Ahrens (F2)     | Brabham-Ford   | 0      |
| –    | Rolf Stommelen (F2)  | Lotus-Ford     | 0      |
| –    | Peter Westbury (F2)  | Brabham-Ford   | 0      |
| –    | Xavier Perrot (F2)   | Brabham-Ford   | 0      |
| –    | Peter de Klerk       | Brabham-Repco  | 0      |
| –    | Mario Andretti       | Lotus-Ford     | 0      |
| –    | John Love            | Lotus-Ford     | 0      |
| –    | Basil van Rooyen     | McLaren-Ford   | 0      |
| –    | Joakim Bonnier       | Lotus-Ford     | 0      |
| –    | Derek Bell           | McLaren-Ford   | 0      |
| –    | François Cevert (F2) | Tecno-Ford     | 0      |
| –    | Bill Brack           | B.R.M.         | 0      |
| –    | John Cordts          | Brabham-Climax | 0      |
| –    | George Eaton         | B.R.M.         | 0      |

### Konstrukteurswertung
| Pos. | Konstrukteur | Punkte  |
| ---- | ------------ | ------- |
| 01   | Matra-Ford   | 66      |
| 02   | Brabham-Ford | 49 (51) |
| 03   | Lotus-Ford   | 47      |
| 04   | McLaren-Ford | 38 (40) |

| Pos. | Konstrukteur    | Punkte |
| ---- | --------------- | ------ |
| 05   | B.R.M.          | 7      |
| 06   | Ferrari         | 7      |
| 07   | Cooper-Maserati | 0      |
| 08   | Brabham-Repco   | 0      |